# Cascade (Iowa)
Cascade è una città degli Stati Uniti d'America, situata nello Stato dell'Iowa, nella contea di Dubuque e in parte nella contea di Jones.